# Tanama (ort)
Tanama är en ort i Burkina Faso.   Den ligger i provinsen Province du Ganzourgou och regionen Plateau-Central, i den centrala delen av landet, 90 km sydost om huvudstaden Ouagadougou. Tanama ligger 277 meter över havet och antalet invånare är 532.
Terrängen runt Tanama är platt. Närmaste större samhälle är Ouarégou, 19,0 km söder om Tanama.
Omgivningarna runt Tanama är en mosaik av jordbruksmark och naturlig växtlighet. Runt Tanama är det ganska tätbefolkat, med 78 invånare per kvadratkilometer.